# Vaccinium campanense
Vaccinium campanense är en ljungväxtart som beskrevs av Robert Lynch Wilbur och Luteyn. Vaccinium campanense ingår i Blåbärssläktet, och familjen ljungväxter. Inga underarter finns listade i Catalogue of Life.